# Jana (nome)
Jana è un nome proprio di persona femminile proprio di diverse lingue.

## Varianti
- Ceco
  - Alterati: Janička[1]
- Olandese: Janna[1]
  - Alterati: Janneke[1], Jantine[1], Jantje[1]
- Tedesco: Janina[1]

## Origine e diffusione
È un nome dalla duplice origine: in primo luogo, si tratta della forma femminile ceca, slovacca, slovena, olandese e tedesca di Jan, cioè Giovanni, mentre in secondo luogo si tratta di una variante croata del nome Anna.

In lingua araba, يانا Yana significa “fiore” o “un tipo di fiore”. In lingua sanscrita, traslitterato in Hindi come याना, il nome è derivato da yāna, che significa “veicolo” o “mezzo”.

## Persone

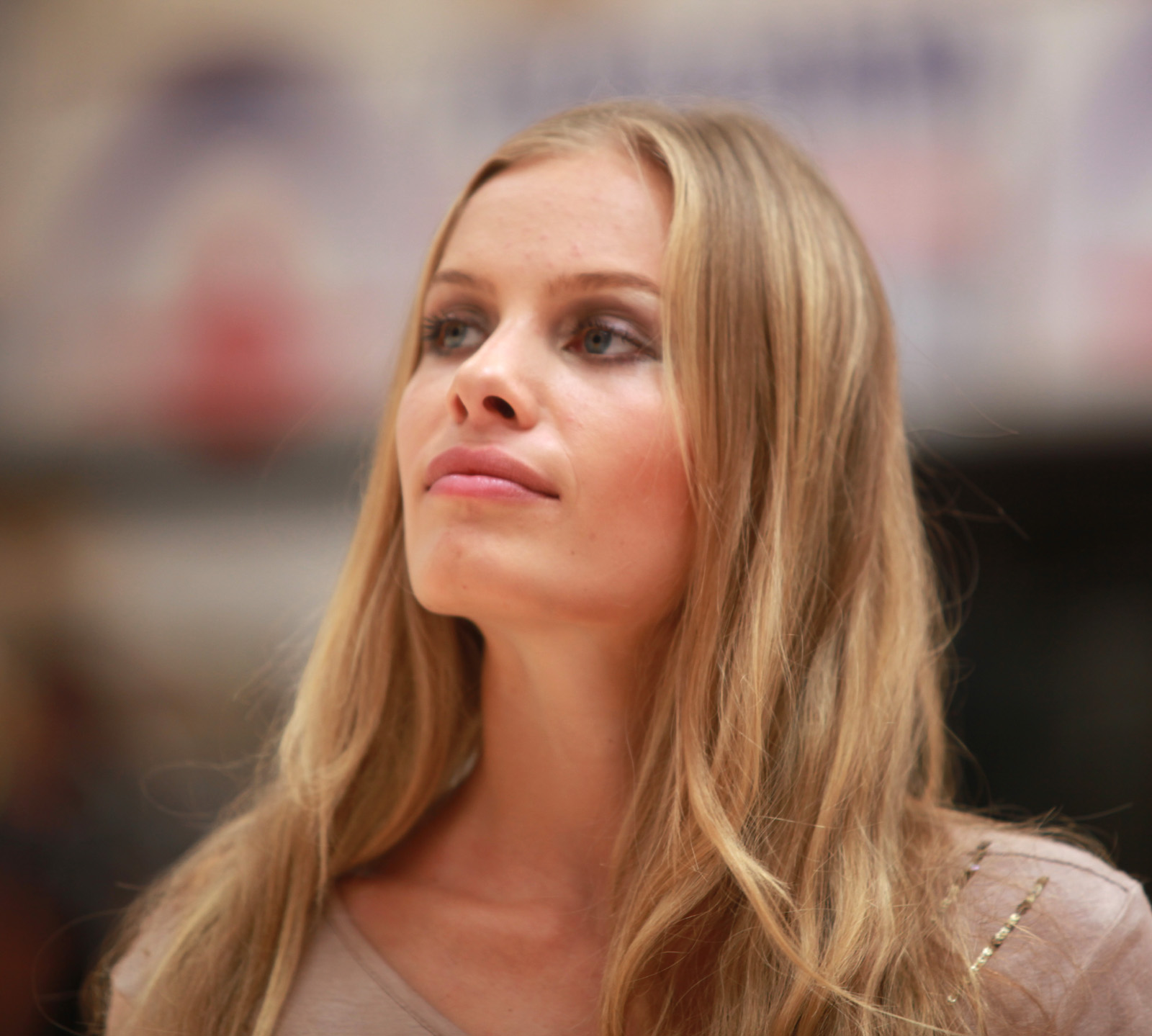
Jana Beller

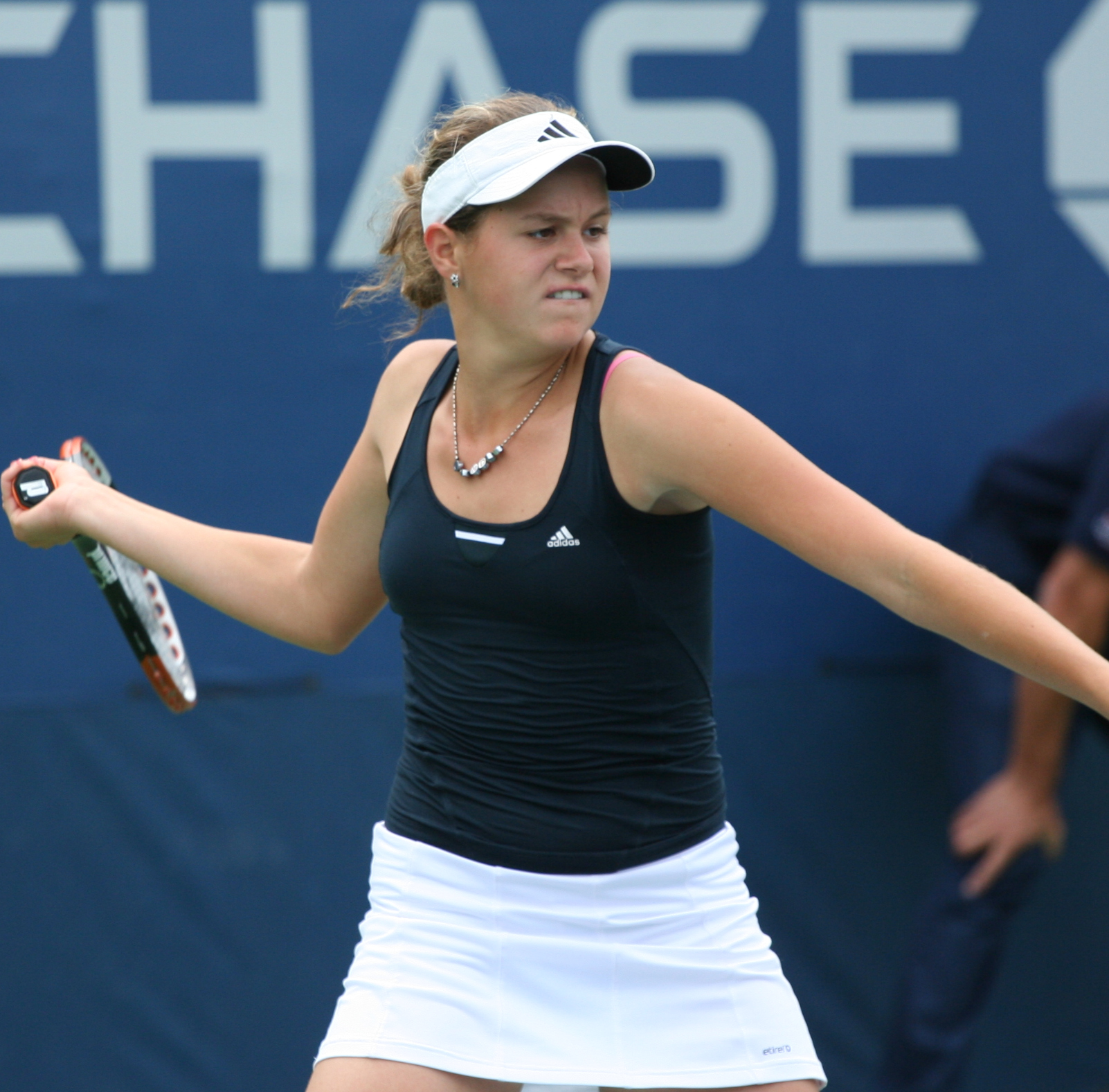
Jana Čepelová

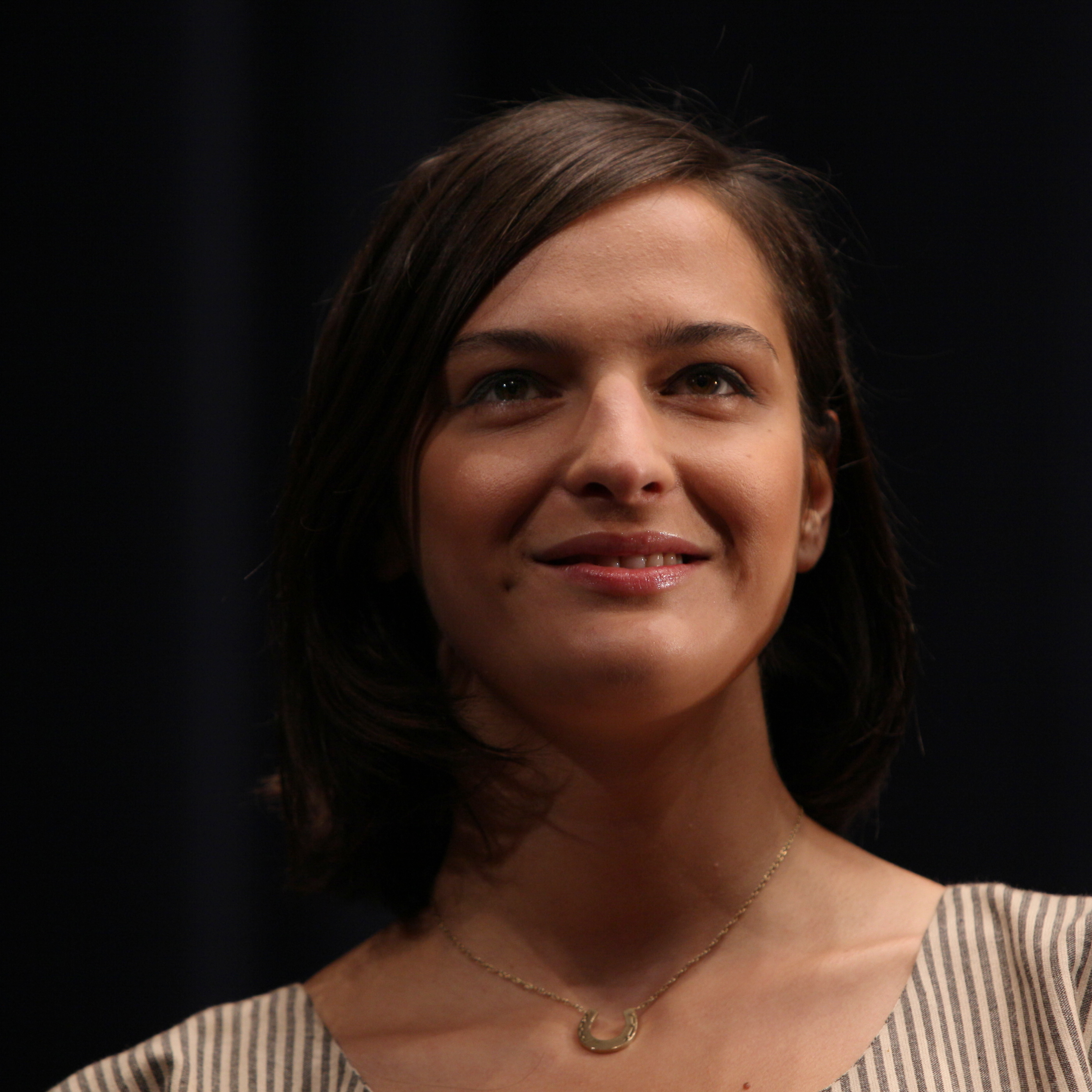
Jana Kirschner

- Jana Farchadovna Batyršina, ginnasta russa
- Jana Beller, modella russa naturalizzata tedesca
- Jana Bode, slittinista tedesca
- Jana Brejchová, attrice ceca
- Jana Čepelová, tennista slovacca
- Jana Černá, scrittrice cecoslovacca
- Jana Gantnerová, sciatrice alpina slovacca
- Jana Julie Kilka, attrice e doppiatrice tedesca
- Jana Kirschner, cantante slovacca
- Jana Kločkova, nuotatrice ucraina
- Jana Kramer, attrice e cantante statunitense
- Jana Nejedly, tennista canadese
- Jana Novotná, tennista ceca
- Jana Pittman, atleta e bobbista australiana
- Jana Šenková, pallavolista ceca
- Jana Šoltýsová, sciatrice alpina slovacca
- Jana Tichá, astronoma ceca

## Il nome nelle arti
- La Jana era il nome d'arte di Henriette Margarethe Hiebel, danzatrice e attrice tedesca.
- Jana Schneider è un personaggio della soap opera Tempesta d'amore.
- Jana Brandner è un personaggio della soap opera Verbotene Liebe, interpretato dall'attrice Vanessa Jung[3].